# 茨城県道239号粟生木崎線

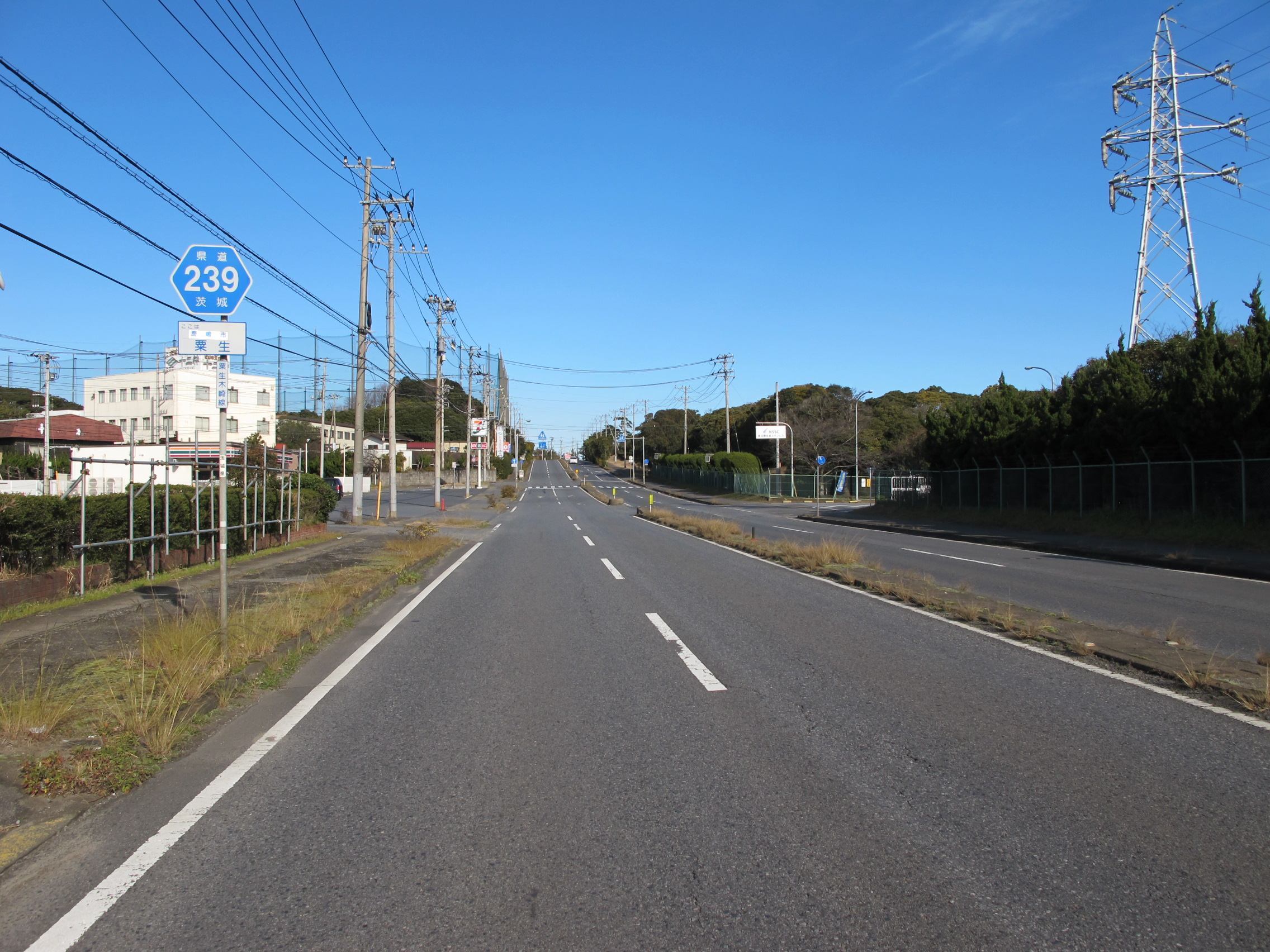
茨城県道239号粟生木崎線
鹿嶋市粟生（2013年1月）

茨城県道239号粟生木崎線（いばらきけんどう239ごう あおうきさきせん）は、茨城県鹿嶋市粟生から神栖市木崎に至る一般県道である。

## 概要
鹿島臨海工業地帯の北部にある鹿嶋市粟生の粟生交差点から、Y字型の掘込港湾の鹿島港を西周りで日本製鉄東日本製鉄所鹿島地区から鹿島港北航路の外周を周回し、南航路の南西に位置する神栖市木崎の国道124号の木崎西交差点に至る茨城県の一般県道の路線のひとつで、鹿島臨海工業地帯の物流上重要な産業道路でもある。

### 路線データ
- 起点：茨城県鹿嶋市大字光5-3番地（茨城県道255号鹿島港線交点＝粟生交差点）[1]
- 終点：茨城県神栖市木崎字二ノ分1203番1（国道124号交点＝木崎西交差点）[2]
- 総延長：9.344 km[3]
- 重用延長：なし[3]
- 未供用延長：なし[3]
- 実延長：9.344 km[3]
- 自動車交通不能区間延長[注釈 1]：なし[3]

## 歴史
1974年（昭和49年）10月4日、茨城県は鹿島港周辺の工業団地の産業道路を整備することに伴い、新規に追加する県道路線として、起点を鹿島郡鹿島町大字粟生（あおう、現：鹿嶋市粟生）、終点を鹿島郡神栖町大字木崎（現：神栖市木崎）とする区間を、県道粟生木崎線（整理番号396）として路線認定した。のちの1995年（平成7年）の茨城県道の路線再編時に、整理番号239に変更となり現在に至る。

### 年表
- 1974年（昭和49年）10月4日：県道粟生木崎線（整理番号396）が路線認定される[4]。
- 1976年（昭和51年）5月20日：当初、道路区域は鹿島郡神栖町大字深芝字堀川 - 神栖町大字深芝字五郎台（延長1.043 km）が決定される[5]。
- 1979年（昭和54年）3月31日：道路区域が大幅に拡大され、鹿島郡鹿島町大字光 - 神栖町大字木崎（延長9.331 km）に指定される[1]。
- 1980年（昭和55年）3月3日：都市計画道路 溝口鰐川線の都市計画決定について建設大臣認可（建設省告示第212号）[6]。
- 1984年（昭和58年）3月28日：終点付近・鹿島郡神栖町大字木崎の都市計画線変更に伴い道路区域を変更[2]。
- 1985年（昭和60年）8月1日：神栖町大字深芝字堀川 - 同市大字木崎（木崎西交差点）の区間を供用開始[7]。
- 1987年（昭和62年）1月20日：鹿島町大字泉川 - 神栖町大字居切の区間が供用開始される[8]。
- 1995年（平成7年）3月30日：整理番号396から現在の番号（整理番号239）に変更される[9]。
- 2000年（平成12年）4月1日：鹿嶋市大字光 - 神栖町大字木崎の区間が、通行する車両の最大重量限度25トンの道路に指定される[10]。
- 2004年（平成16年）3月22日：鹿嶋市大字泉川、神栖町大字東深芝 - 同町大字木崎の各区間が、通行する車両の高さの最高限度4.1 mの道路に指定される[11]。
- 2019年（令和元年）7月31日
  - 鹿嶋市光（十二神交差点） - 同市泉川（泉川東交差点）、鹿嶋市泉川（泉川交差点） - 神栖市居切（居切交差点）を、通行する車両の高さの最高限度4.1 mの道路に指定[12]。
  - 鹿嶋市光（十二神交差点） - 神栖市居切（居切交差点）、神栖市東深芝（東深芝交差点） - 同市木崎（木崎西交差点）間を、国際コンテナ車[注釈 2]の重量・長さ上限を引き上げる道路に指定[13]。
- 2021年（令和3年）4月1日：神栖市大字居切 - 神栖市大字東深芝の区間を、通行する車両の高さの最高限度4.1 mの道路に指定[14]。

## 路線状況
工業地帯の産業道路であることから、主に通勤車両や物流関係の中・大型車がほとんどで交通量は多い。普段の交通の流れは良いが、平日の通勤時間帯は大変混雑する。全線4車線で幅員は十分確保されており中央分離帯がある。最高速度制限は60 km/h規制となっている。
道路法の規定に基づき、以下の区間は緊急輸送道路として機能を維持するため、災害発生時の被害拡大防止を目的に道路用地内に新たに電柱を建てることが制限されている。
- 鹿嶋市粟生（粟生交差点） - 神栖市居切（一般県道鹿島港潮来インター線交差）[15]
- 神栖市居切（県道鹿島港潮来インター線交差） - 神栖市居切（神栖市道交差：飼料団地西交差点）[16]
- 神栖市東深芝（神栖市道交差） - 神栖市木崎（国道124号交差：木崎西交差点）[16]

## 地理

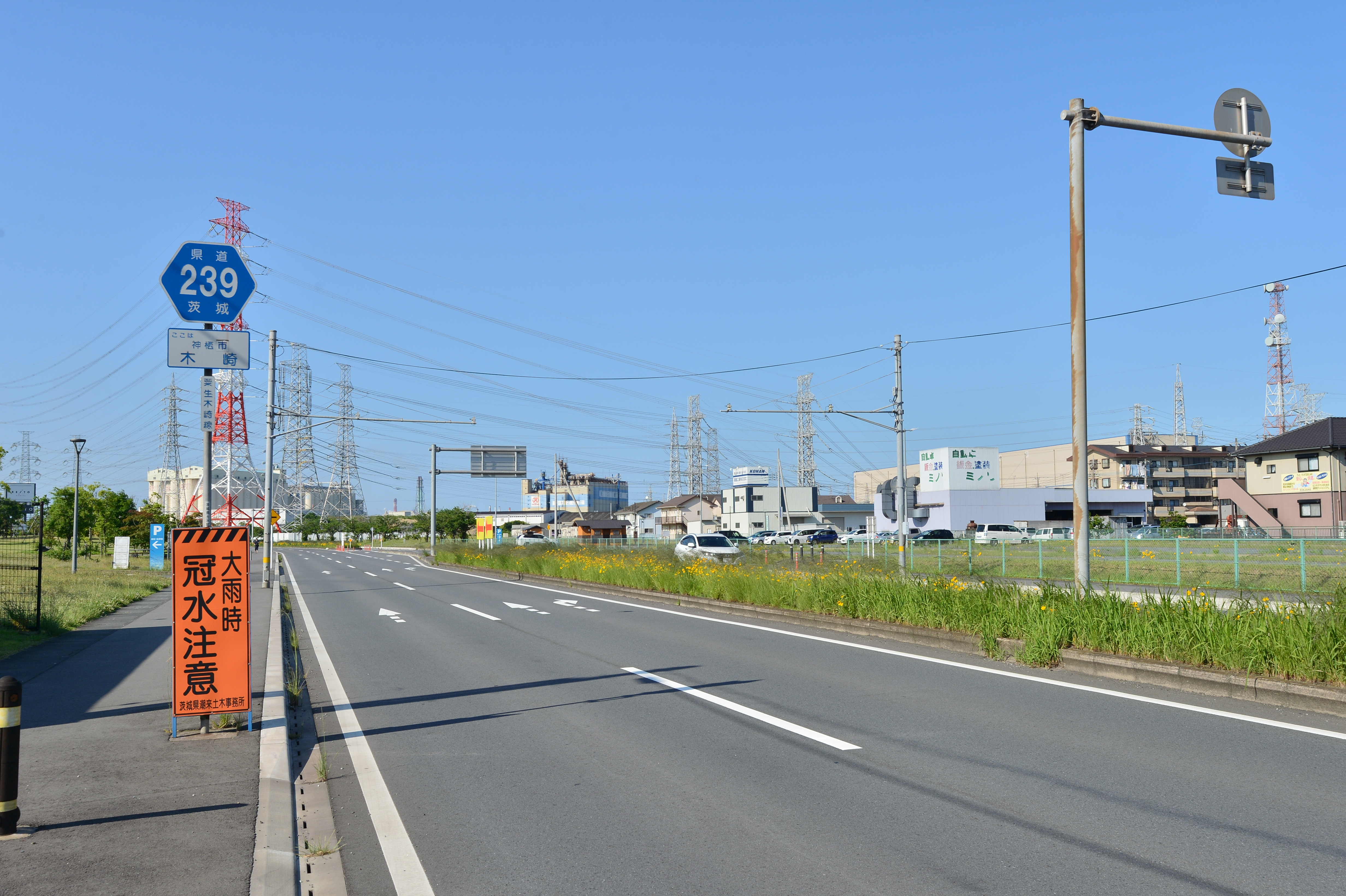
神栖市木崎の終点付近、神栖警察署わき（2022年6月）

本路線は、鹿島臨海工業地帯の北側から西側の外周に位置する。唯一、鹿嶋市粟生の十二神交差点が高台に向かって緩い坂道がある以外は平坦な道路が続く。鹿島港の北航路を回り込むルートを辿るために各交差点で曲がる線形で、全体的に凸字型となっている。

### 通過する自治体
- 茨城県
  - 鹿嶋市 - 神栖市

### 交差する道路
- 茨城県道255号鹿島港線（鹿嶋市粟生）
- 茨城県道238号須賀北埠頭線（鹿嶋市泉川）
- 茨城県道256号鹿島港潮来インター線（神栖市居切）
- 国道124号旧道（神栖市居切）
- 国道124号（神栖市木崎）

### 沿線
- 高松緑地公園（鹿嶋市光）
- 中央電気工業鹿島工場（鹿嶋市光）
- 日本製鉄東日本製鉄所鹿島地区（鹿嶋市光）
- 鹿島港（鹿嶋市泉川、神栖市居切）
- 神栖中央公園（神栖市木崎）
- 神栖警察署（神栖市木崎）